# Rockdale (Texas)
Rockdale es una ciudad ubicada en el condado de Milam en el estado estadounidense de Texas. En el Censo de 2010 tenía una población de 5595 habitantes y una densidad poblacional de 520,79 personas por km².

## Geografía
Rockdale se encuentra ubicada en las coordenadas 30°39′16″N 97°0′32″O / 30.65444, -97.00889. Según la Oficina del Censo de los Estados Unidos, Rockdale tiene una superficie total de 10.74 km², de la cual 10.74 km² corresponden a tierra firme y (0%) 0 km² es agua.

## Demografía
Según el censo de 2010, había 5595 personas residiendo en Rockdale. La densidad de población era de 520,79 hab./km². De los 5595 habitantes, Rockdale estaba compuesto por el 72.56% blancos, el 13.35% eran afroamericanos, el 0.89% eran amerindios, el 0.63% eran asiáticos, el 0% eran isleños del Pacífico, el 10.08% eran de otras razas y el 2.48% pertenecían a dos o más razas. Del total de la población el 28.24% eran hispanos o latinos de cualquier raza.